# Romeinse villa Meerssen-Onderste Herkenberg
De Romeinse villa Meerssen-Onderste Herkenberg, ook wel villa Herkenberg, is een terrein met de archeologische resten van een Romeinse villa nabij Meerssen in de Nederlandse provincie Limburg. De villa was waarschijnlijk van het type villa rustica en was wellicht de grootste in het huidige Nederland. Het gedeeltelijk als rijksmonument beschermde villaterrein behoort tot de vele tientallen villacomplexen die op de Zuid-Limburgse lössgronden zijn opgegraven.

## Ligging
De restanten van de villa bevinden zich in een driehoekig terrein ten oosten van het dorp Meerssen en worden begrensd door de Houthemerweg (de voormalige N587) in het noorden, de Herkenberg in het westen en het Herkenbergvoetpad langs de Heuvellandlijn in het zuiden. Het terrein ligt aan de voet van de noordelijke helling van het Geuldal aan de zuidrand van het Centraal Plateau. Het riviertje de Geul vormde in de Romeinse tijd de grens tussen de civitates Tongeren (Tungrorum) en Xanten (Colonia Ulpia Traiana). De villa lag dus nog net in de civitas Xanten. Enkele honderden meters ten zuiden van het villaterrein liep de Via Belgica, de belangrijke heirweg van Maastricht (Mosa Trajectum) naar Keulen (Colonia Claudia Ara Agrippinensium).
Bij de locatiekeuze zullen naast de aanwezigheid van vruchtbare lössgronden, ook de ligging aan een belangrijke doorgaande route, de nabijheid van stromend water, het fraaie uitzicht over het dal en mogelijk het voorkomen van makkelijk winbaar bouwmateriaal (kalksteen) een rol gespeeld hebben. Vlak bij de villa Herkenberg, in het Proosdijpark in het centrum van Meerssen, lag waarschijnlijk ook een Romeinse villa, waaruit zich later de Meerssense palts en nog later de proosdij van Meerssen ontwikkelde. Verder naar het westen lagen de villa's Meerssen-Putsteeg en Borgharen-Pasestraat. Enkele kilometers oostelijk, eveneens op de zonnige noordhelling van het Geuldal, lagen de Romeinse villa's Houthem-Rondenbos en Valkenburg-Vogelenzang. Ten noorden van dit gebied lagen enkele villa's bij Hulsberg, Terstraten en Ulestraten. In het zuiden lag onder andere het grote villacomplex Backerbosch in Cadier en Keer.

## Geschiedenis

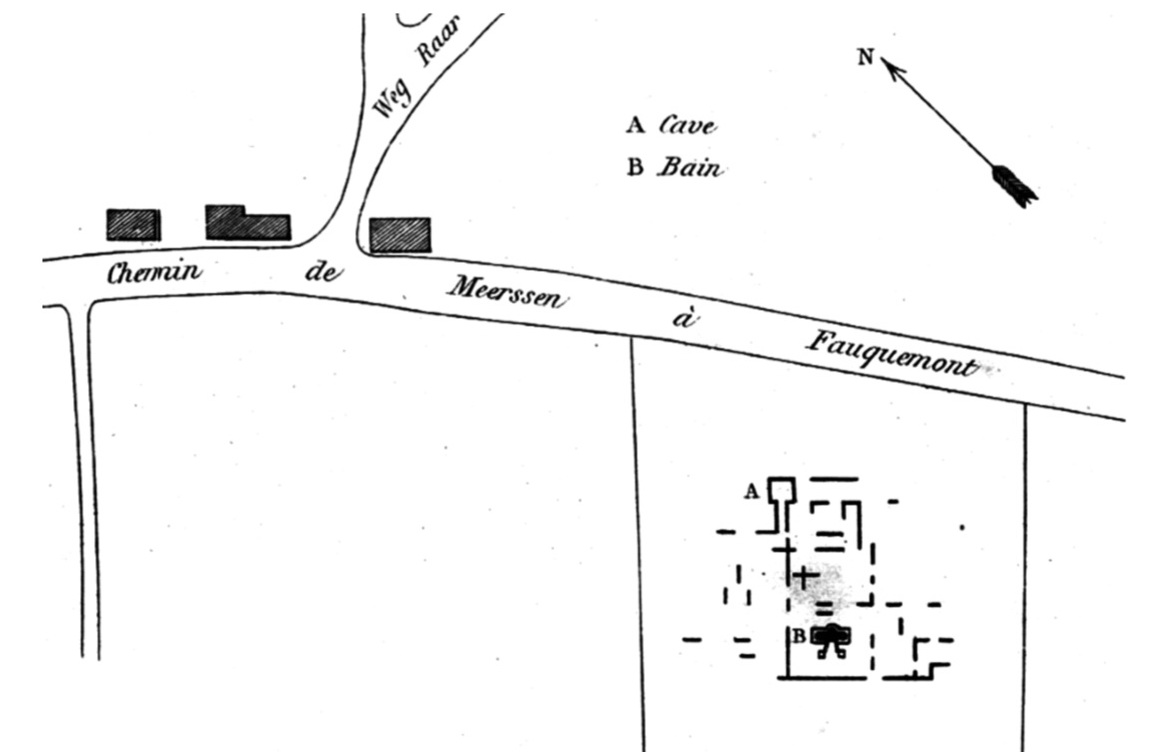
Situatieschets opgravingsterrein villa Herkenberg (J. Habets, 1871)

Het onderzoek naar Villa Herkenberg begon nadat de Limburgse priester en amateurarcheoloog (later rijksarchivaris) Jozef Habets op 18 augustus 1865 een stapel bij het ploegen omhoog gewoelde stenen zag liggen naast de Houthemerweg in Meerssen. Habets herkende er Romeins bouwmateriaal in en organiseerde een opgraving. In totaal werden er ongeveer 30 muurgedeelten aangetroffen, die door Habets alle tot het hoofdgebouw van een Romeinse villa werden gerekend. De muren bevonden zich voor het merendeel circa een meter onder het maaiveld.
Habets schreef in zijn verslag dat hij een hoofdgebouw, bijgebouwen, een badkamer met een fraaie vloer en fragmenten van wandschildering aantrof. Dit leidde tot de conclusie dat dit een rijke Romeinse villa moest zijn geweest. Tot zijn verrassing vond hij ook een skelet, dat met het gezicht neerwaarts in de badruimte lag. Hoe deze vondst gedateerd of geïnterpreteerd moet worden, wordt niet door Habets vermeld. Volgens Habets werd de villa in 176 na Chr. overvallen door de Chauken, een Germaanse stam. Hij leidde dit vooral af uit de vele brandsporen.
In 1891 ontstonden ter hoogte van het terrein Onderste Herkenberg ernstige verzakkingen in de spoorweg Maastricht-Aken. Een van de gaten onder de spoorweg moest gevuld worden met 60 wagonladingen grind. Onderzoek bracht aan het licht dat de grote putvormige gaten waarschijnlijk restanten van Romeinse kalksteengroeven waren. Wellicht werden deze vanuit het villacomplex geëxploiteerd. Ook is het mogelijk dat de villa zelf van kalksteen uit deze groeven is gebouwd. In 1913 en 1930 ontstonden er opnieuw verzakkingen.
In 1978-79 werd door de Rijksdienst voor het Oudheidkundig Bodemonderzoek (ROB) een aanvullend (ongepubliceerd) booronderzoek uitgevoerd dat de basisgegevens moest leveren voor een bescherming van het terrein als rijksmonument. Deze bescherming werd in 1980 verleend, echter slechts voor een beperkt gebied. In 1982 werd het beschermde terrein, na bezwaren van de perceelseigenaar, zelfs verkleind. Het terrein ten zuiden van de opgraving van Habets, waar in 2001 gebouwonderdelen werden gevonden, is niet beschermd.
In 2000 vond proefsleuvenonderzoek plaats in het kader van het project Actualisering Monumentenregister van de ROB en de Rijksdienst voor de Monumentenzorg. Tijdens dit onderzoek bleek dat de resten van het villacomplex weliswaar goed bewaard zijn, maar dat ze door agrarische werkzaamheden ernstig bedreigd worden. Tevens werd duidelijk dat meer gebouwen op het villacomplex hebben gestaan dan door Habets is vastgesteld. De begrenzing van het beschermde terrein zou hierdoor mogelijk te krap zijn.
In 2001 werden bij graafwerkzaamheden ten behoeve van een regenwaterbuffer op hetzelfde terrein twee Romeinse muren gevonden, 75 cm hoog en opgebouwd uit mergelblokjes. Deze bleken van een stenen bijgebouw van de villa te zijn. Binnen en buiten de funderingen lag een dik pakket fragmenten van Romeinse dakpannen, waaronder enkele exemplaren met stempel CTEC. Het gebouw dateert waarschijnlijk uit de tweede eeuw na Christus.
In 2003 werd door de ROB opnieuw een proefsleuvenonderzoek uitgevoerd met als doel de totale omvang van het villaterrein vast te stellen. Daarbij bleek dat het erf zeker 8 hectaren groot was, waarmee de villa de tot nu toe grootste van Nederland zou zijn. Het onderzoek wees verder uit dat tussen het bijgebouw in de waterbuffer en het hoofdgebouw minimaal één andere gebouw heeft gestaan. Ook werden over een lengte van minstens 85 m twee ca. 3 m diepe grachten aangetroffen, mogelijk daterend uit de pre-Romeinse periode. De resultaten van het onderzoek verschenen in 2005 in een rapport, waarin tevens aanbevelingen werden gedaan over het beheer en de inrichting van het terrein.

## Beschrijving

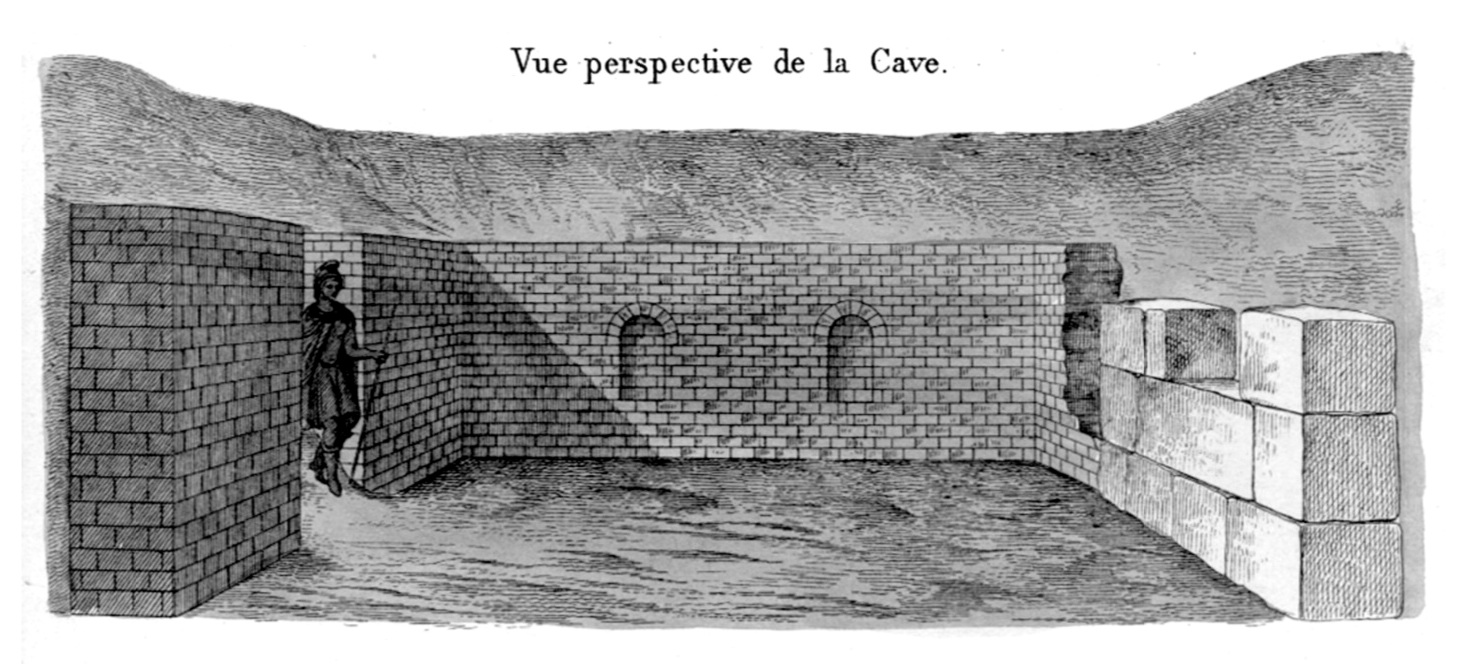
Tekening opgegraven kelder (J. Habets, 1871)

Met de geschatte afmetingen van 290x290 m (ca. 8 ha) lijkt het erf van de villa Herkenberg een zeer ruime opzet gehad te hebben. De opgegraven muurdelen van Habets' hoofdgebouw vormen samen een onduidelijke en onvolledige plattegrond, waarin een interne structuur lastig te ontdekken valt. De kamers hebben een doorsnee van gemiddeld 2-4 m. De meeste muren waren 55 tot 62 cm dik en opgetrokken uit mergelsteen. Met een nog niet vastgestelde breedte en een vermoedelijke diepte van 22,5 m (50 m volgens Habets), hoort het hoofdgebouw tot de grotere villa's van Nederland, even groot als het hoofdgebouw van het villacomplex Nuth-Vaasrade. De voorgevel had een relatief smal portico van 2,2 m breedte. De centrale hal lijkt met een vermoede lengte van 15 m een exceptionele omvang te hebben gehad.
In het noordwestelijk deel van het hoofdgebouw, tegen de vermoedelijke achtergevel, werd door Habets een kelder aangetroffen van 5,6x4,9 m. De 2,4 m hoge muren waren nog tot het niveau van het plafond bewaard gebleven. Een van de muren bevatte twee nissen. In een van deze stond een gebroken kruik.
In het zuidwestelijk deel, achter de voorgevel van het gebouw, werd een opvallend badvertrek aangetroffen. Het had een langwerpige vorm met aan drie binnenzijden een halfcirkelvormige muur. De baden lagen aan de noordwest- en zuidoostzijde en boden plaats aan hooguit twee mensen. Aan de vierde, zuidwestelijke zijde lagen twee kleine rechthoekige reservoirs die het bad van water voorzagen. De reservoirs werden verwarmd door een haard die centraal binnen het badgebouw tussen de baden lag. Er was geen hypocaustvloer aanwezig. Het stucwerk van de baden en de gepolijste vloer waren nog in perfecte staat. Gevonden fragmenten wezen er verder op dat het badvertrek was versierd met marmer, muurschilderingen en reliëfs.
Een Korinthisch kapiteel, dat in 1871 op het opgravingsterrein werd gevonden en thans wordt tentoongesteld in het Centre Céramique in Maastricht, dateert uit 180-220 na Chr.

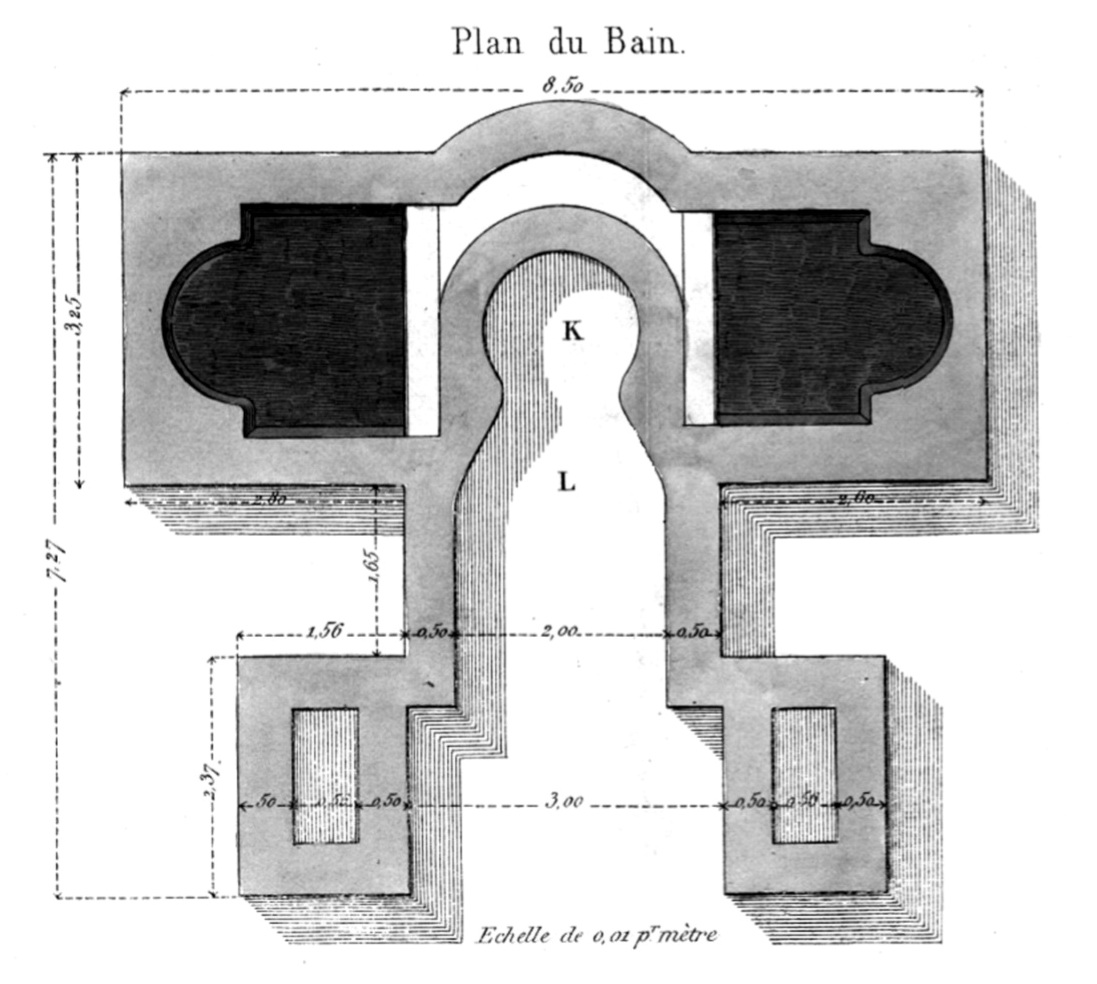
Plattegrond badvertrek (Habets, 1871)
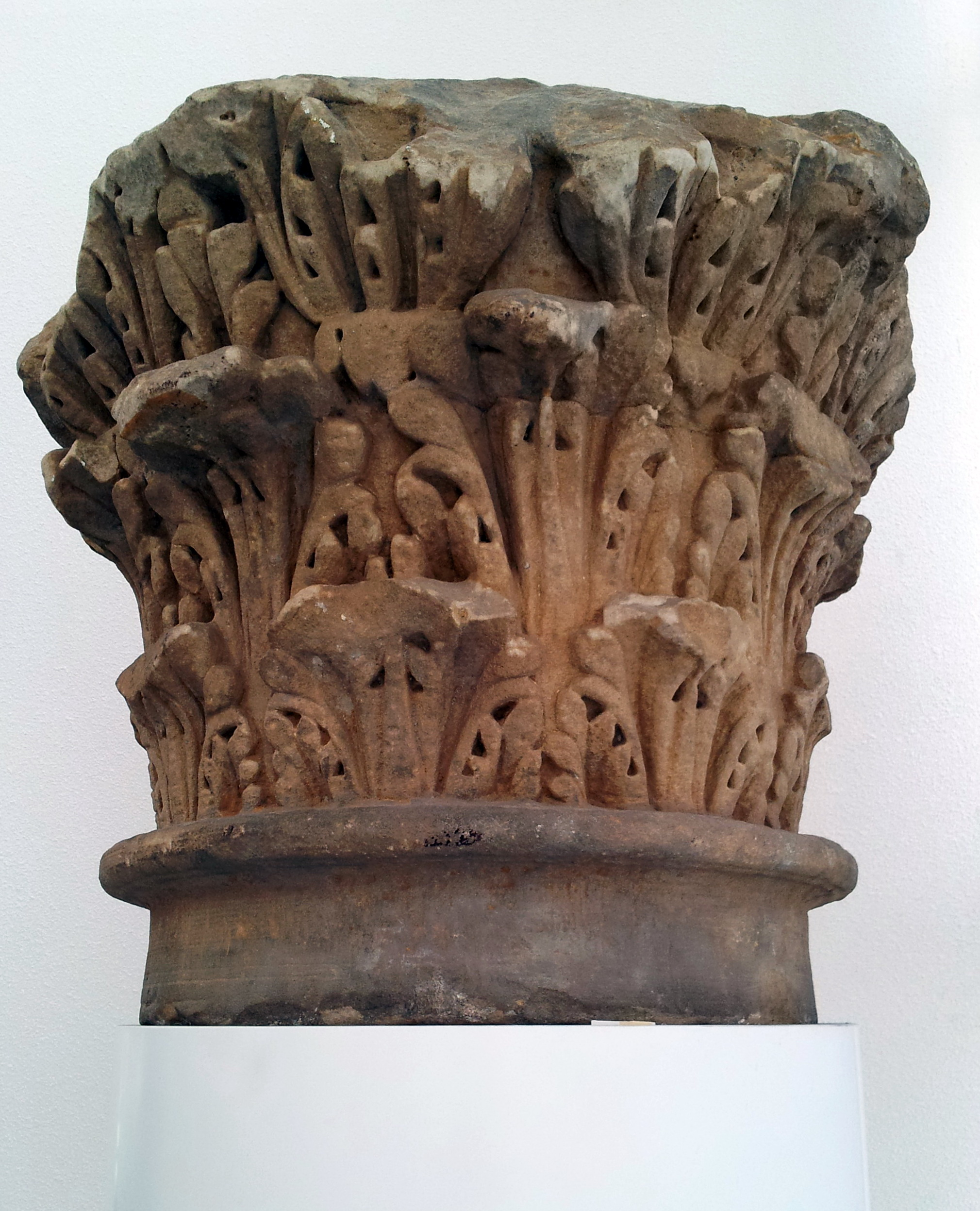
Korinthisch kapiteel (180-220 na Chr.)